# ヴァンデルソン・サントス・ペレイラ
ヴァンデルソン・サントス・ペレイラ（ Wanderson Santos Pereira , 1991年2月7日 -)は、ブラジル出身のプロサッカー選手。アメリカ・ミネイロ所属。ポジションはDF。

## 来歴
SCインテルナシオナルのアカデミーで育成されたが、トップ昇格は出来ず、AAフランカーナでプロデビュー。フランカーナではサンパウロ州選手権3部で19試合に出場し2ゴールを記録した。
2012年、モンテス・クラロスFCに加入。
2013年にセルトンジーニョFCではサンパウロ州選手権3部で24試合に出場し1ゴールを記録した。
2013年、サンパウロ州選手権でのプレーが評価され、SCコリンチャンス・パウリスタに期限付き移籍。
2014年8月18日にトレーゼFCに移籍。セリエCで5試合に出場した。
2015年はECサンベントとクリシューマECに所属。サンベントではサンパウロ州選手権に14試合、クリシューマではセリエBに33試合、コパ・ド・ブラジルに2試合出場した。
2016年はフェホヴィアリアとアトレチコ・パラナエンセに所属。フェホヴィアリアではサンパウロ州選手権に13試合、コパ・ド・ブラジルに1試合、アトレチコ・パラナエンセではセリエA13試合に出場した。
2017年はパラナ州選手権に7試合、コパ・ド・ブラジルに4試合、コパ・リベルタドーレスに7試合、セリエAに25試合出場した。
2018年はコパ・ド・ブラジルに5試合、コパ・スダメリカーナに2試合、セリエAに15試合出場した。
2019年1月13日、清水エスパルスに期限付き移籍で加入。7月10日、清水との契約を解除しECバイーアに完全移籍することが発表された。

## 所属クラブ
ユースチーム経歴
- 2008年 - 2011年  SCインテルナシオナル

トップチーム経歴
- 2011年 - 2012年  AAフランカーナ
- 2012年  モンテス・クラロスFC（ポルトガル語版）
- 2012年 - 2014年  セルトンジーニョFC
  - 2013年 - 2014年  SCコリンチャンス・パウリスタ（期限付き移籍）
- 2014年  トレーゼFC
- 2015年  ECサンベント
- 2015年  クリシューマEC
- 2016年  アソシアソン・フェロヴィアリア・ジ・エスポルテス
- 2016年 - 2019年7月  アトレチコ・パラナエンセ
  - 2019年 - 同年7月  清水エスパルス（期限付き移籍）
- 2019年7月 - 2022年  ECバイーア
  - 2020年 - 2021年  フォルタレーザEC（期限付き移籍）
  - 2021年 - 2022年  アトレチコ・ゴイアニエンセ（期限付き移籍）
- 2023年 -  アメリカ・ミネイロ

## Jリーグでの個人成績
| 国内大会個人成績 | 国内大会個人成績 | 国内大会個人成績 | 国内大会個人成績 | 国内大会個人成績 | 国内大会個人成績 | 国内大会個人成績 | 国内大会個人成績 | 国内大会個人成績 | 国内大会個人成績 | 国内大会個人成績 | 国内大会個人成績 |
| 年度             | クラブ           | 背番号           | リーグ           | リーグ戦         | リーグ戦         | リーグ杯         | リーグ杯         | オープン杯       | オープン杯       | 期間通算         | 期間通算         |
| 年度             | クラブ           | 背番号           | リーグ           | 出場             | 得点             | 出場             | 得点             | 出場             | 得点             | 出場             | 得点             |
| 日本             | 日本             | 日本             | 日本             | リーグ戦         | リーグ戦         | リーグ杯         | リーグ杯         | 天皇杯           | 天皇杯           | 期間通算         | 期間通算         |
| ---------------- | ---------------- | ---------------- | ---------------- | ---------------- | ---------------- | ---------------- | ---------------- | ---------------- | ---------------- | ---------------- | ---------------- |
| 2019             | 清水             | 33               | J1               | 2                | 0                | 4                | 0                | 0                | 0                | 6                | 0                |
| 通算             | 日本             | 日本             | J1               | 2                | 0                | 4                | 0                | 0                | 0                | 6                | 0                |
| 総通算           | 総通算           | 総通算           | 総通算           | 2                | 0                | 4                | 0                | 0                | 0                | 6                | 0                |